# François Boux de Casson
Pour les articles homonymes, voir Casson.
François, Olivier, Marie Boux de Casson est un homme politique né le 24 février 1908 à Vannes, dans le Morbihan, et décédé le 31 janvier 1981 à Paris.

## Biographie
François Boux de Casson est le fils d'Olivier Boux de Casson, maire de Challans, et d'Anne Marie Ernestine Le Mintier de Léhélec. Après avoir terminé ses études, il s'installe au château de la Vérie, à Challans, pour exploiter le domaine familial.
Il adhère aux Croix-de-Feu, du colonel de La Rocque.
En 1935, il devient adjoint au maire de Challans. Il est ensuite élu député de la Vendée sous l'étiquette conservatrice de la Fédération républicaine, le 3 mai 1936,  à l'âge de 28 ans, dans la deuxième circonscription des Sables-d'Olonne, contre le député sortant Charles Gallet, Démocrate populaire. Il est alors proche du Parti social français  du colonel de La Rocque. Il ajoute à ces mandats une élection comme conseiller d'arrondissement en 1938.
Le 10 juillet 1940, il vote en faveur de la remise des pleins pouvoirs au Maréchal Pétain et la même année, sous l'occupation allemande, il est nommé délégué départemental à l'Information par le gouvernement de Vichy.
Il ne retrouve pas de mandat de parlementaire après la Libération en dépit de trois tentatives en 1951 (battu au premier tour sous l'étiquette Défense des libertés), en 1956 (comme candidat poujadiste) et en 1958, mais demeure fortement impliqué dans la vie locale et regagne un siège de conseiller général en 1955, battant à l'occasion le candidat sortant, Armand de Baudry d'Asson, issu du Centre national des indépendants et paysans. Il retrouve également le conseil municipal de Challans en 1959. Il participe à l'Union des intellectuels indépendants présidé par Jacques Isorni.
Il fonde par ailleurs la Foire-exposition de Challans dont il est longtemps le président. Il est président également de la Société des Courses.
Il est inculpé en février 1973 dans le vol du cercueil de Philippe Pétain, le commando ayant enlevé le cercueil à l'île d'Yeu en faisant une étape dans son château de la Vérie où il ne se trouve alors pas.  Il niera avoir été informé de cette opération alors que le chef du commando Hubert Massol indiquera qu'il avait son accord.

## Armoiries de la famille Boux de Casson
d'or au sautoir de gueules accompagné de 4 merlettes de sable.

### Sources
- « François Boux de Casson », dans le Dictionnaire des parlementaires français (1889-1940), sous la direction de Jean Jolly, PUF, 1960 [détail de l’édition]
- Régis Valette, Catalogue de la noblesse française, Robert Laffont, Paris, 2007 - p. 50.
- Édition du journal Ouest-France des 6 et 7 septembre 1969 consacrée à l'inauguration de la XVIe foire-exposition de Challans.